# Radosław Żurawski vel Grajewski
Radosław Paweł Żurawski vel Grajewski (ur. 10 września 1963 w Łodzi) – polski historyk, nauczyciel akademicki, profesor nauk humanistycznych.

## Życiorys
Absolwent historii na Wydziale Filozoficzno-Historycznego Uniwersytetu Łódzkiego (1987). Napisany pod kierunkiem Andrzeja Brzezińskiego doktorat Wielka Brytania w dyplomacji księcia Adama Jerzego Czartoryskiego w okresie kryzysu wschodniego (1832–1841) obronił tamże w 1997. Habilitował się także na WFH UŁ w 2009 na podstawie dorobku naukowego, w tym dzieła Brytyjsko-czechosłowackie stosunki dyplomatyczne (październik 1938 r.–maj 1945 r.). Profesor nauk humanistycznych (2020). W latach 1987–1988 uczył historii w szkole średniej. Od 1988 zawodowo związany z Instytutem Historii UŁ. Od 2017 kierownik Katedry Historii Powszechnej Najnowszej. Zajmuje się historią dyplomacji w XIX i XX wieku. Członek oddziału łódzkiego Polskiego Towarzystwa Historycznego.
Publikuje m.in. w wydawanym w Wilnie kwartalniku literacko-kulturalnym Znad Wilii.
Stypendysta Ministra Nauki i Szkolnictwa Wyższego (1985-1987). Laureat Medalu za Chlubne Studia (1987). Otrzymał Nagrodę im. prof. Jerzego Skowronka oraz szereg nagród Rektora UŁ (2000, 2004, 2006, 2009).

## Życie prywatne
Syn Józefa Witolda i Anny z domu Morawskiej. Jego bratem bliźniakiem jest politolog Przemysław Żurawski vel Grajewski

## Publikacje
- Działalność księcia Adama Jerzego Czartoryskiego w Wielkiej Brytanii (1831–1832), Warszawa: „Semper” 1999.
- Wielka Brytania w „dyplomacji” księcia Adama Jerzego Czartoryskiego wobec kryzysu wschodniego (1832–1841), Warszawa: „Semper” 1999.
- Księżna Dorothea Lieven wobec Polski i Polaków: pojedynek za kulisami wielkiej dyplomacji, Warszawa: Wydawnictwo DiG 2005.
- Brytyjsko-czechosłowackie stosunki dyplomatyczne (październik 1938 r.–maj 1945 r.), Warszawa: Wydawnictwo DiG 2008.
- Rządy bez ziemi: struktury władzy na uchodźstwie, pod red. Radosława Pawła Żurawskiego vel Grajewskiego, Warszawa: Wydawnictwo DiG 2014.
- (redakcja) Teodor Korwin-Szymanowski, Przyszłość Europy w zakresie gospodarczym, społecznym i politycznym, oprac. i posł. Radosław Paweł Żurawski vel Grajewski, przeł. Maria Dąbrowska, Warszawa: Ministerstwo Spraw Zagranicznych 2015, ISBN 978-83-63743-22-2.
- Powstanie styczniowe 1863–1864. Historie i analizy, pod red. J. Kloczkowskiego i R. Żurawskiego vel Grajewskiego, Ośrodek Myśli Politycznej, Kraków 2017.
- Politycy, dyplomaci i żołnierze. Studia i szkice z dziejów stosunków międzynarodowych w XX i XXI wieku, pod red. D. Jeziornego, S. M. Nowinowskiego i R. P. Żurawskiego vel Grajewskiego, Wydawnictwo Uniwersytetu Łódzkiego, Łódź 2017.
- Ostatnie polskie miasto. Rzeczpospolita Krakowska w „dyplomacji” Hotelu Lambert wobec Wielkiej Brytanii (1831–1845), Ośrodek Myśli Politycznej oraz Wydawnictwo Uniwersytetu Łódzkiego, Kraków-Łódź 2018.
- Ognisko permanentnej insurekcji. Powstanie 1846 r. i likwidacja Rzeczypospolitej Krakowskiej w „dyplomacji” Hotelu Lambert wobec mocarstw europejskich (1846–1847), Ośrodek Myśli Politycznej oraz Wydawnictwo Uniwersytetu Łódzkiego, Kraków-Łódź 2018.
- Tradycje Konstytucji 3 Maja w okresie powstania listopadowego 1830-1831 w świetle prasy powstańczej, Ośrodek Myśli Politycznej, Kraków 2021.
- W kręgu księcia Adama Jerzego Czartoryskiego i Wielkiej Emigracji. Studia i szkice, Ośrodek Myśli Politycznej, Kraków 2023.